# Dem Schicksal vorgegriffen
Dem Schicksal vorgegriffen ist ein US-amerikanisches Filmdrama aus dem Jahr 1941 von Vincent Sherman. Der Film wurde von Warner Bros. produziert, die Hauptrollen spielten Geraldine Fitzgerald und Thomas Mitchell. Das Drehbuch basierte auf dem 1937 erschienenen Roman Trial and Error von Alexander Berkeley.

## Handlung
Der Philosophieprofessor Henry Todhunter erfährt, dass er nur noch sechs Monate zu leben hat. Er stellt seinen Studenten die Frage, was sie machen würden, wenn sie in dieser Lage wären. Todhunter erhält viele verschiedene Antworten. Von einer ist er jedoch fasziniert. Ein Student würde eine Person töten, die eine Gefahr für die Gesellschaft darstelle. Mit seinem Arzt Dr. Stevens diskutiert er die Antwort. Stevens lehnt die Sichtweise ab, doch Todhunter hat sie schon angenommen.
Todhunters Bekannte Betty Ferroway macht sich Sorgen um ihren Mann Michael. Der Maler benimmt sich in letzter Zeit seltsam. Todhunter will mit Michael sprechen und will Betty mit einem Taxi heimbringen. Bei einer Verkehrsstockung sehen beide, wie Michael die Galeristin Ketti Monet küsst.
Am nächsten Tag sucht Todhunter Ketti auf und fordert sie auf, die Beziehung zu Michael zu beenden. Ketti winkt ab, sie sei nur an Michaels Arbeit interessiert. Michael wird von einem Auto angefahren. Bei getrübtem Bewusstsein fordert er Betty auf eines seiner Gemälde zu vernichten. Neugierig untersuchen Betty und Todhunter Michaels Studio, in dem sie Gemälde vorfinden, die offensichtlich Fälschungen sind.
Todhunter sucht nach Informationen über Ketti, doch niemand will etwas von ihr wissen, weder ihre Mutter, ihr Exmann noch ihre Kinder. Michael gesteht, die Fälschungen erstellt zu haben. Gemeinsam machen sie sich auf den Weg zu Ketti. Todhunter versteckt sich, Michael fragt Ketti nach den Käufern. Ketti weigert sich Namen zu nennen, in seiner Wut droht Michael Ketti zu töten, was von Kettis Dienstmädchen gehört wird. Als Michael die Galerie verlässt, kommt Todhunter aus seinem Versteck und tötet Kettie.
Als Michael als Mordverdächtiger festgenommen wird, gesteht Todhunter den Mord. Weil ihm niemand glaubt, kann er Dr. Stevens dazu bringen, über ihre Gespräche auszusagen. Nun erst wird er angeklagt und später zum Tode verurteilt. Um den grausamen Tod auf dem elektrischen Stuhl zu vermeiden, will er einen Ausbruch unternehmen, in der Hoffnung, dass sein schwaches Herz versagen würde. Als jedoch ein Student eingeliefert wird, der Todhunters Mordbeispiel gefolgt ist, akzeptiert er den Tod auf dem elektrischen Stuhl als seine gerechte Strafe.

## Produktion
Gedreht wurde der Film von Ende September bis Anfang November 1940 in den Warner-Studios in Burbank.

## Stab und Besetzung
Musikalischer Direktor war Leo F. Forbstein.
In kleinen nicht im Abspann erwähnten Nebenrollen traten Paul Panzer und Alexis Smith auf.

## Veröffentlichung
Die Premiere des Films fand am 8. Februar 1941 statt. In der Bundesrepublik Deutschland wurde er am 3. April 1965 im deutschen Fernsehen ausgestrahlt.

## Kritiken
Das Lexikon des internationalen Films schrieb: „Unglaubwürdiger Pseudoproblemfilm.“
Sanderson Beck vom Movie Mirror bezeichnete das Werk als umsichtiges Melodram.